# Ак'яр (Міякинський район)
Ак'яр (рос. Акъяр, башк. Аҡъяр) — присілок у складі Міякинського району Башкортостану, Росія. Входить до складу Качегановської сільської ради.
Населення — 51 особа (2010; 77 в 2002).
Національний склад:
- башкири — 99%